# Paramaevia michelsoni
Espèce
Synonymes
- Maevia michelsoni Barnes, 1955

Paramaevia michelsoni est une espèce d'araignées aranéomorphes de la famille des Salticidae.

## Distribution
Cette espèce est endémique de Floride aux États-Unis,.

## Description
Le mâle holotype mesure 5,40 mm et la femelle paratype 6,5 mm.

## Étymologie
Cette espèce est nommée en l'honneur de Harry Michelson.

## Publication originale
- Barnes, 1955 : North American jumping spiders of the genus Maevia. American Museum Novitates, no 1746, p. 1-13 (texte intégral).